# Arquidiocese de Agra
A Arquidiocese de Agra (Archidiœcesis Agraënsis) é uma arquidiocese da Igreja Católica situada em Agra, na Índia. É fruto da elevação do vicariato apostólico de Agra. Seu atual arcebispo é Raphy Manjaly. Sua sé é a Catedral da Imaculada Conceição.

## História
Foi estabelecida, em 1784, a missão sui iuris do Hindustão, ligado ao vicariato apostólico do Grande Mogul. Em 1820, foi elevada a vicariato apostólico do Tibet-Hindustão. Em 1846, teve o nome alterado para vicariato apostólico de Agra, nome que manteve até 1886, quando foi transformada em arquidiocese.

## Episcopados
Religiosos encarregados:
|                     | Nome                                        | Período    | Notas                                 |
| Arcebispos          | Arcebispos                                  | Arcebispos | Arcebispos                            |
| ------------------- | ------------------------------------------- | ---------- | ------------------------------------- |
| 11º                 | Raphy Manjaly                               | 2020-      | Atual                                 |
| 10º                 | Albert D'Souza                              | 2007-2020  |                                       |
| 9º                  | Oswald Gracias                              | 2000-2006  | Nomeado Arcebispo de Bombay           |
| 8º                  | Vincent Michael Concessão                   | 1998-2000  | Nomeado Arcebispo de Deli             |
| 7º                  | Cecil DeSa                                  | 1983-1998  |                                       |
| 6º                  | Dominic Romuald Basil Athaide, O.F.M.Cap.   | 1956-1982  |                                       |
| 5º                  | Evangelista Latino Enrico Vanni, O.F.M.Cap. | 1937-1956  |                                       |
| 4º                  | Angelo Raffaele Bernacchioni, O.F.M.Cap.    | 1917-1937  |                                       |
| 3º                  | Charles Joseph Gentili, O.F.M.Cap.          | 1898-1917  |                                       |
| 2º                  | Emmanuel Alfonso van den Bosch, O.F.M.Cap.  | 1892-1897  |                                       |
| 1º                  | Michelangelo Jacobi, O.F.M.Cap.             | 1886-1891  |                                       |
| Arcebispo coadjutor |                                             |            |                                       |
|                     | Joseph Bartholomew Evangelisti, O.F.M.Cap.  | 1952-1956  | Nomeado Arcebispo de Meerut           |
|                     | Evangelista Latino Enrico Vanni, O.F.M.Cap. | 1928-1937  |                                       |
| Bispos              |                                             |            |                                       |
| 6º                  | Michelangelo Jacobi, O.F.M.Cap.             | 1868-1886  |                                       |
| 5º                  | Angelicus Bedenik, O.F.M.Cap.               | 1861-????  |                                       |
| 4º                  | Gaetano Carli, O.F.M.Cap.                   | 1849-1860  |                                       |
| 3º                  | Giuseppe Antonio Borghi, O.F.M.Cap.         | 1842-1849  | Nomeado Bispo de Cortona              |
| 2º                  | Antonio Pezzoni, O.F.M.Cap.                 | 1826-1841  |                                       |
| 1º                  | Zenobio Benucci, O.F.M.Cap.                 | 1823-1824  |                                       |
| Bispo coadjutor     |                                             |            |                                       |
|                     | Giuseppe Antonio Giacomo Borghi, O.F.M.Cap. | 1838-1842  |                                       |
|                     | Giuseppe Angelo di Fazio, O.F.M.Cap.        | 1836-1837  | Nomeado Vicariato Apostólico de Alepo |